# L'Extravagante Mission
Pour plus de détails, voir Fiche technique et Distribution.
L'Extravagante Mission est un film français de Henri Calef sorti en 1945.

## Synopsis
Un jeune homme sans avenir et aux tendances suicidaires, Robert Dupont, est sauvé par un inconnu se faisant passer pour un banquier important. L'inconnu lui confie alors une valise pleine de mystérieux documents, qu'il lui demande d'emporter et de remettre à Saïgon sous le nom de marquis de la Beauce.
Toute l'action se déroule dès lors sur le paquebot en route vers l'Extrême-Orient. En réalité, la valise est bourrée de billets de banque venant d'une escroquerie. Lorsqu'il intercepte un message radio demandant au commissaire de bord d'interpeller Robert Dupont, le faux marquis se met en tête de dilapider ce trésor pour ne pas être inquiété. Mais ses projets sans cesse contrecarrés ne cessent de l'enrichir à son grand désespoir, ce qui ne peut que susciter l'incompréhension des autres passagers.
Un certain Hippolyte Castrito a pu rejoindre le paquebot à la poursuite de Robert Dupont qu'il passe son temps à rechercher en vain. De plus, le faux marquis voudrait séduire Peggy Brockseller, doit s'employer à fuir les avances de Théodora Bareski, tout en satisfaisant l'appétit financier de Stella Star pour gaspiller ses millions. Jusqu'à ce que l'histoire se referme sur un double coup de théâtre.

## Fiche technique
- Titre d'origine : L'Extravagante Mission
- Titre anglais : The Queer Assignment
- Réalisation : Henri Calef
- Scénario : Pierre Clarel, Jacques Daroy
- Dialogue :  Michel Duran
- Musique : Bruno Coquatrix
- Photographie : Claude Renoir
- Montage : Madeleine Bagiau
- Décors : Paul Bertrand, Auguste Capelier
- Son : Lucien Legrand
- Pays de production :  France
- Format : Noir et blanc - 1,37:1 - 35 mm - Son mono
- Genre : Comédie
- Durée : 92 minutes
- Date de sortie : 
  - France : 3 octobre 1945

## Distribution
- Henri Guisol : Robert Dupont
- Mona Goya : Théodora Bareski
- Simone Valère : Peggy Brockseller
- Jean Tissier : Le médecin
- Jean Parédès : Hippolyte Castrito
- Denise Grey : Mme Brockseller
- Martine Carol : Stella Star
- Jacques Charon : Le barman du Neptunia
- Henri Crémieux : L'homme dans le train
- Marcel Vallée : Le commissaire du bateau
- Paul Demange : un voyageur sur le bateau
- Yves Deniaud : Gilbert dit patte de velours